# Heinrich Heß (Alpinist)

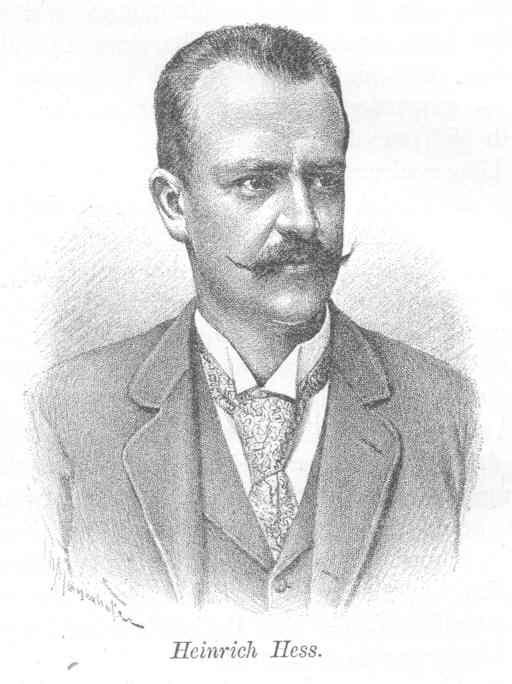

Heinrich Heß (* 29. Dezember 1857 in Wien; † 7. März 1944 ebenda) war ein österreichischer Alpinist, Autor von Bergführern und gilt als der Erschließer des Gesäuses.

## Leben
Bedeutung erlangte Heinrich Heß als Verfasser des ersten Gesäuseführers, der in seinem Erscheinungsjahr 1884 der erste deutschsprachige Führer für ein Alpengebiet gewesen ist. Ab der siebten Auflage, 1921, trat Eduard Pichl als Koautor in Erscheinung. Bis 1954 folgten insgesamt zehn Auflagen, die zehnte Auflage wurde 1971 nachgedruckt. Erst 1988, also mehr als hundert Jahre nach dem ersten Erscheinen, konnte Willi End eine vollständige Neubearbeitung des Gesäuseführers als Alpenvereinsführer vorlegen und eine jahrzehntelange Lücke in der Führerliteratur schließen.
Die Hesshütte im Gesäuse ist nach Heinrich Heß benannt.

## Erstbesteigungen
- Peternpfad auf die Planspitze am 11. Juni 1877, als erster Tourist geführt von Andreas Rodlauer
- Wasserfallweg im Urzustand, ohne die danach angebrachten Versicherungen, ebenfalls auf die Planspitze, am 5. Juli 1877 als erster Tourist
- Kleiner Buchstein, Nordostgipfel (1985 m ü. A.), am 29. August 1877 mit E. Gerstenberg und Andreas Rodlauer

Darüber hinaus führte Heß zahlreiche frühe Begehungen in den Gesäusebergen durch.

## Veröffentlichungen
- Der Hochtourist in den Ostalpen ist ein achtbändiges Werk, das er gemeinsam mit Ludwig Purtscheller zwischen 1894 und 1930 herausgab.[4] Dieses in der Reihe Meyers Reisebücher erschienene Buch war über Jahrzehnte ein Standardwerk der ostalpinen Führerliteratur.
- Die Oetzthaler Gruppe. In: Deutscher und Österreichischer Alpenverein: Die Erschliessung der Ostalpen (Band II, 1894), S. 245–376.

Außerdem redigierte er von 1889 bis 1919 die Mittheilungen des Deutschen und Österreichischen Alpenvereins und von 1895 bis 1919 die Zeitschrift des Deutschen und Oesterreichischen Alpenvereins (Jahrbuch).